# 1. Fußballclub Mülheim-Styrum 1923 1974-1975
Questa voce raccoglie le informazioni riguardanti il 1. Fußballclub Mülheim-Styrum 1923 nelle competizioni ufficiali della stagione 1974-1975.

## Stagione
Nella stagione 1974-1975 il Mülheim, allenato da Horst Witzler, Richard Winking e Winfried Weiß, concluse il campionato di 2. Bundesliga al 11º posto. In Coppa di Germania il Mülheim fu eliminato al terzo turno dall'Eintracht Francoforte.

## Rosa
| N. |                     | Ruolo | Calciatore             |
| -- | ------------------- | ----- | ---------------------- |
|    | Germania (bandiera) | P     | Wilfried Mackscheidt   |
|    | Germania (bandiera) | P     | Fritz Stefens          |
|    | Germania (bandiera) | P     | Heinz Wewers           |
|    | Germania (bandiera) | D     | Ernst Bachmann         |
|    | Germania (bandiera) | D     | Hartmut Limpert        |
|    | Germania (bandiera) | D     | Otto Luttrop           |
|    | Germania (bandiera) | D     | Klaus-Dieter Mackowiak |
|    | Germania (bandiera) | D     | Peter Nover            |
|    | Germania (bandiera) | C     | Heiko Mertes           |
|    | Germania (bandiera) | C     | Holger Osieck          |
|    | Germania (bandiera) | C     | Bernd Pajonk           |

| N. |                     | Ruolo | Calciatore           |
| -- | ------------------- | ----- | -------------------- |
|    | Germania (bandiera) | C     | Wilfried Schlimm     |
|    | Germania (bandiera) | C     | Herbert Stoffmehl    |
|    | Germania (bandiera) | A     | Gerd Brenke          |
|    | Germania (bandiera) | A     | Norbert Eilenfeldt   |
|    | Germania (bandiera) | A     | Reiner Greiffendorf  |
|    | Germania (bandiera) | A     | Karl-Heinz Jonas     |
|    | Germania (bandiera) | A     | Franz-Michael Krause |
|    | Germania (bandiera) | A     | Heiner Pottgießer    |
|    | Germania (bandiera) | A     | Alfons Sikora        |
|    | Germania (bandiera) | A     | Dieter Zedel         |

## Organigramma societario
Area tecnica
- Allenatore: Richard Winking
- Allenatore in seconda:
- Preparatore dei portieri:
- Preparatori atletici:

## Calciomercato

### Sessione estiva
| Acquisti | Acquisti           | Acquisti                   | Acquisti |
| R.       | Nome               | da                         | Modalità |
| -------- | ------------------ | -------------------------- | -------- |
| A        | Norbert Eilenfeldt | Rot-Weiss Essen (juniores) |          |
| D        | Otto Luttrop       | Sion                       |          |
| C        | Heiko Mertes       | Rot-Weiss Essen            |          |
| D        | Peter Nover        | Wuppertal                  |          |
| P        | Fritz Stefens      | Rot-Weiss Essen            |          |

| Cessioni | Cessioni     | Cessioni           | Cessioni |
| R.       | Nome         | a                  | Modalità |
| -------- | ------------ | ------------------ | -------- |
| C        | Herbert Bals | Schwarz-Weiß Essen |          |

### Sessione invernale
| Acquisti | Acquisti | Acquisti | Acquisti |
| R.       | Nome     | da       | Modalità |
| -------- | -------- | -------- | -------- |

| Cessioni | Cessioni | Cessioni | Cessioni |
| R.       | Nome     | a        | Modalità |
| -------- | -------- | -------- | -------- |

## Risultati

### 2. Bundesliga

#### Girone di andata
| Arbitro: | Milkert |

|                         |           |  |
| Greiffendorf 55’ (rig.) | Marcatori |  |

| Arbitro: | Eggers |

|          |           |  |
| Matz 72’ | Marcatori |  |

| Arbitro: | Rieb |

|                                    |           |                      |
| Greiffendorf 2’ Osieck 7’ Bals 48’ | Marcatori | 60’ (rig.) Friedrich |

| Arbitro: | Kohnen |

|                                    |           |               |
| Rosellen 16’ Hammes 40’ Horsch 53’ | Marcatori | 57’, 73’ Bals |

| Arbitro: | Boe |

|                |           |  |
| Eilenfeldt 38’ | Marcatori |  |

| Arbitro: | Schön |

|                           |           |                |
| Kampf 7’, 44’ Wohlers 89’ | Marcatori | 73’ Pottgießer |

| Arbitro: | Fork |

|                |           |  |
| Eilenfeldt 54’ | Marcatori |  |

| Arbitro: | Porta |

|                   |           |            |
| Fritsche 19’, 75’ | Marcatori | 74’ Mertes |

| Arbitro: | Picker |

|                       |           |  |
| Schonert 70’ Wolf 83’ | Marcatori |  |

| Arbitro: | Lüling |

|                 |           |           |
| Greiffendorf 1’ | Marcatori | 72’ Riege |

| Arbitro: | Roth |

|                     |           |                      |
| John 4’, 36’ (rig.) | Marcatori | 22’ Sikora 39’ Zedel |

| Arbitro: | Wippker |

|                        |           |                 |
| Stoffmehl 27’ Bals 39’ | Marcatori | 35’, 83’ Brosda |

| Arbitro: | Halfter |

|                                 |           |            |
| Stegmayer 7’, 54’ Dahl 21’, 88’ | Marcatori | 86’ Osieck |

| Arbitro: | Lüling |

|                            |           |            |
| Sikora 8’ Greiffendorf 42’ | Marcatori | 57’ Backes |

| Arbitro: | König |

|  |           |            |
|  | Marcatori | 26’ Sikora |

| Arbitro: | Wahmann |

|                       |           |                                         |
| Mertes 75’ Sikora 86’ | Marcatori | 5’, 52’ Kucharski 26’ Schütt 83’ Walter |

| Arbitro: | Küster |

|            |           |  |
| Votava 49’ | Marcatori |  |

| Arbitro: | Schütte |

|            |           |         |
| Sikora 35’ | Marcatori | 3’ Heun |

| Arbitro: | Kindervater |

|                                           |           |  |
| Pleyer 36’ Blau 43’, 89’ Moors 76’ (rig.) | Marcatori |  |

#### Girone di ritorno
| Arbitro: | Kaiser |

|                                                           |           |                   |
| Schock 7’, 32’, 58’ Mühlenberg 23’ Genschick 41’ Koch 87’ | Marcatori | 52’ (rig.) Sikora |

| Arbitro: | Fork |

|                     |           |              |
| Pottgießer 16’, 71’ | Marcatori | 29’ Suchanek |

| Arbitro: | Küster |

|              |           |                 |
| Tenbrink 20’ | Marcatori | 39’, 77’ Mertes |

| Arbitro: | Wippker |

|            |           |                |
| Mertes 85’ | Marcatori | 79’ Jendrossek |

| Arbitro: | Porta |

|                     |           |            |
| Granitza 42’ (rig.) | Marcatori | 12’ Sikora |

| Arbitro: | Gabor |

|                          |           |  |
| Nover 74’ Pottgießer 80’ | Marcatori |  |

| Arbitro: | Niemann |

|                      |           |                       |
| Gummlich 3’ Götz 39’ | Marcatori | 72’ Mertes 83’ Osieck |

| Arbitro: | Rieb |

|            |           |           |
| Mertes 35’ | Marcatori | 78’ Lipka |

| Mülheim an der Ruhr 26 aprile 1975, ore 15:00 CET 28ª giornata | Mülheim-Styrum | 0 – 0 referto | Göttingen | Ruhrstadion (2 500 spett.)\| Arbitro: \| Teichert \| |
| Arbitro:                                                       | Teichert       |               |           |                                                      |

| Arbitro: | Wahmann |

|                              |           |            |
| Funkel 45’ (rig.) Falter 55’ | Marcatori | 90’ Mertes |

| Arbitro: | Schön |

|             |           |  |
| Luttrop 85’ | Marcatori |  |

| Arbitro: | Eschweiler |

|                  |           |  |
| Graul 18’ (rig.) | Marcatori |  |

| Arbitro: | Lüling |

|                 |           |                                  |
| Osieck 14’, 41’ | Marcatori | 21’ (aut.) Stoffmehl 60’ Kaemmer |

| Arbitro: | Bartnick |

|                                                                             |           |  |
| Wesseler 27’, 59’ Mödrath 30’, 62’ Otters 44’ Campbell 72’ Hattenberger 74’ | Marcatori |  |

| Arbitro: | Kindervater |

|                                  |           |          |
| Luttrop 40’ Jonas 41’ Sikora 89’ | Marcatori | 87’ Fock |

| Arbitro: | Hövel |

|           |           |             |
| Fagot 49’ | Marcatori | 26’ Schlimm |

| Arbitro: | Hanschke |

|                                   |           |                       |
| Jonas 1’ Bachmann 60’ Schlimm 67’ | Marcatori | 22’ Schwarze 25’ Wolf |

| Oberhausen 8 giugno 1975, ore 15:00 CET 37ª giornata | RW Oberhausen | 0 – 0 referto | Mülheim-Styrum | Niederrheinstadion (2 000 spett.)\| Arbitro: \| Kopka \| |
| Arbitro:                                             | Kopka         |               |                |                                                          |

| Arbitro: | Risse |

|                      |           |                                 |
| Sikora 10’ Jonas 71’ | Marcatori | 29’ Blau 69’ Kipp 75’ Deterding |

### Coppa di Germania
| Arbitro: | Langhans |

|                          |           |                  |
| Efferenn 57’ Arnold 108’ | Marcatori | 68’, 110’ Mertes |

| Arbitro: | Fork |

|                            |           |              |
| Brenke 22’ Osieck 23’, 67’ | Marcatori | 42’ Schäffer |

| Arbitro: | Luca |

|                     |           |  |
| Bals 23’ Mertes 69’ | Marcatori |  |

| Arbitro: | Picker |

|  |           |                                                 |
|  | Marcatori | 74’ (aut.) Luttrop 80’ Beverungen 82’ Grabowski |

## Statistiche

### Statistiche di squadra
| Competizione      | Punti | In casa | In casa | In casa | In casa | In casa | In casa | In trasferta | In trasferta | In trasferta | In trasferta | In trasferta | In trasferta | Totale | Totale | Totale | Totale | Totale | Totale | DR  |
| Competizione      | Punti | G       | V       | N       | P       | Gf      | Gs      | G            | V            | N            | P            | Gf           | Gs           | G      | V      | N      | P      | Gf     | Gs     | DR  |
| ----------------- | ----- | ------- | ------- | ------- | ------- | ------- | ------- | ------------ | ------------ | ------------ | ------------ | ------------ | ------------ | ------ | ------ | ------ | ------ | ------ | ------ | --- |
| 2. Bundesliga     | 36    | 19      | 10      | 7       | 2       | 31      | 21      | 19           | 2            | 5            | 12           | 16           | 43           | 38     | 12     | 12     | 14     | 47     | 64     | -17 |
| Coppa di Germania | -     | 3       | 2       | 0       | 1       | 5       | 4       | 1            | 0            | 1            | 0            | 2            | 2            | 4      | 2      | 1      | 1      | 7      | 6      | +1  |
| Totale            | 36    | 22      | 12      | 7       | 3       | 36      | 25      | 20           | 2            | 6            | 12           | 18           | 45           | 42     | 14     | 13     | 15     | 54     | 70     | -16 |

### Andamento in campionato
| Giornata  | 1 | 2  | 3 | 4 | 5 | 6 | 7 | 8 | 9  | 10 | 11 | 12 | 13 | 14 | 15 | 16 | 17 | 18 | 19 | 20 | 21 | 22 | 23 | 24 | 25 | 26 | 27 | 28 | 29 | 30 | 31 | 32 | 33 | 34 | 35 | 36 | 37 | 38 |
| --------- | - | -- | - | - | - | - | - | - | -- | -- | -- | -- | -- | -- | -- | -- | -- | -- | -- | -- | -- | -- | -- | -- | -- | -- | -- | -- | -- | -- | -- | -- | -- | -- | -- | -- | -- | -- |
| Luogo     | C | T  | C | T | C | T | C | T | T  | C  | T  | C  | T  | C  | T  | C  | T  | C  | T  | T  | C  | T  | C  | T  | C  | T  | C  | C  | T  | C  | T  | C  | T  | C  | T  | C  | T  | C  |
| Risultato | V | P  | V | P | V | P | V | P | P  | N  | N  | N  | P  | V  | V  | P  | P  | N  | P  | P  | V  | V  | N  | N  | V  | N  | N  | N  | P  | V  | P  | N  | P  | V  | N  | V  | N  | P  |
| Posizione | 7 | 13 | 5 | 9 | 6 | 8 | 8 | 8 | 10 | 11 | 10 | 10 | 13 | 11 | 10 | 11 | 13 | 14 | 14 | 16 | 14 | 13 | 13 | 13 | 11 | 11 | 11 | 11 | 11 | 11 | 11 | 11 | 11 | 11 | 11 | 11 | 11 | 11 |

Legenda:

Luogo: C = Casa; T = Trasferta. Risultato: V = Vittoria; N = Pareggio; P = Sconfitta.

### Statistiche dei giocatori
| Giocatore       | 2. Bundesliga | 2. Bundesliga | 2. Bundesliga | 2. Bundesliga | Coppa di Germania | Coppa di Germania | Coppa di Germania | Coppa di Germania | Totale   | Totale | Totale      | Totale     |
| Giocatore       | Presenze      | Reti          | Ammonizioni   | Espulsioni    | Presenze          | Reti              | Ammonizioni       | Espulsioni        | Presenze | Reti   | Ammonizioni | Espulsioni |
| --------------- | ------------- | ------------- | ------------- | ------------- | ----------------- | ----------------- | ----------------- | ----------------- | -------- | ------ | ----------- | ---------- |
| E. Bachmann     | 33            | 1             | 10            | 0             | 4                 | 0                 | 0                 | 0                 | 37       | 1      | 10          | 0          |
| H. Bals         | 12            | 4             | 1             | 0             | 3                 | 1                 | 0                 | 0                 | 15       | 5      | 1           | 0          |
| G. Brenke       | 12            | 0             | 2             | 0             | 2                 | 1                 | 0                 | 0                 | 14       | 1      | 2           | 0          |
| N. Eilenfeldt   | 33            | 2             | 1             | 0             | 4                 | 0                 | 0                 | 0                 | 37       | 2      | 1           | 0          |
| R. Greiffendorf | 37            | 4             | 1             | 0             | 4                 | 0                 | 1                 | 0                 | 41       | 4      | 2           | 0          |
| K. Jonas        | 24            | 3             | 1             | 0             | 3                 | 0                 | 0                 | 0                 | 27       | 3      | 1           | 0          |
| F. Krause       | 2             | 0             | 0             | 1             | 1                 | 0                 | 0                 | 0                 | 3        | 0      | 0           | 1          |
| H. Limpert      | 5             | 0             | 1             | 0             | 0                 | 0                 | 0                 | 0                 | 5        | 0      | 1           | 0          |
| O. Luttrop      | 21            | 2             | 1             | 0             | 1                 | 0                 | 0                 | 0                 | 22       | 2      | 1           | 0          |
| K. Mackowiak    | 28            | 0             | 3             | 0             | 2                 | 0                 | 0                 | 1                 | 30       | 0      | 3           | 1          |
| W. Mackscheidt  | 28            | 0             | 0             | 1             | 2                 | 0                 | 0                 | 1                 | 30       | 0      | 0           | 2          |
| H. Mertes       | 30            | 8             | 2             | 0             | 4                 | 3                 | 0                 | 0                 | 34       | 11     | 2           | 0          |
| P. Nover        | 20            | 1             | 3             | 0             | 0                 | 0                 | 0                 | 0                 | 20       | 1      | 3           | 0          |
| H. Osieck       | 27            | 5             | 4             | 1             | 4                 | 2                 | 0                 | 0                 | 31       | 7      | 4           | 1          |
| B. Pajonk       | 9             | 0             | 0             | 0             | 2                 | 0                 | 0                 | 0                 | 11       | 0      | 0           | 0          |
| H. Pottgießer   | 25            | 4             | 1             | 0             | 4                 | 0                 | 0                 | 0                 | 29       | 4      | 1           | 0          |
| W. Schlimm      | 18            | 2             | 2             | 0             | 2                 | 0                 | 0                 | 0                 | 20       | 2      | 2           | 0          |
| A. Sikora       | 28            | 9             | 1             | 1             | 1                 | 0                 | 0                 | 0                 | 29       | 9      | 1           | 1          |
| F. Stefens      | 6             | 0             | 0             | 0             | 2                 | 0                 | 0                 | 0                 | 8        | 0      | 0           | 0          |
| H. Stoffmehl    | 38            | 1             | 3             | 0             | 4                 | 0                 | 0                 | 0                 | 42       | 1      | 3           | 0          |
| H. Wewers       | 6             | 0             | 0             | 0             | 1                 | 0                 | 0                 | 0                 | 7        | 0      | 0           | 0          |
| D. Zedel        | 28            | 1             | 0             | 1             | 2                 | 0                 | 0                 | 0                 | 30       | 1      | 0           | 1          |